# Älgsjön (Gåsinge-Dillnäs socken, Södermanland)
Älgsjön är en sjö i Gnesta kommun i Södermanland och ingår i Trosaåns huvudavrinningsområde. Sjön har en area på 0,104 kvadratkilometer och ligger 47,3 meter över havet.

## Delavrinningsområde
Älgsjön ingår i det delavrinningsområde (655912-157354) som SMHI kallar för Mynnar i Trosaån. Medelhöjden är 54 meter över havet och ytan är 25,62 kvadratkilometer. Det finns inga avrinningsområden uppströms utan avrinningsområdet är högsta punkten. Vattendraget som avvattnar avrinningsområdet har biflödesordning 2, vilket innebär att vattnet flödar genom totalt 2 vattendrag innan det når havet efter 48 kilometer. Avrinningsområdet består mestadels av skog (75 procent) och jordbruk (11 procent). Avrinningsområdet har 1,17 kvadratkilometer vattenytor vilket ger det en sjöprocent på 4,6 procent.